# Guacarí
Guacarí – miasto w Kolumbii, w departamencie Valle del Cauca.